# Jedrska eksplozija
Jedrska eksplozija je eksplozija, ki nastane kot posledica hitrega sproščanja energije iz visoko-hitrostne jedrske reakcije. Jedrska reakcija je lahko posledica jedrske cepitve(fisija), jedrskega zlivanja (fuzija) ali kombinacija dveh. Do danes vsa orožja bazirana na jedrskem zlivanju uporabljajo napravo za jedrsko cepitev kot način vžiga in orožje osnovano v celoti na jedrskem zlivanju ostaja hipotetično.
Atmosferska jedrska eksplozija je asocirana z dimom v obliki jedrske gobe, kljub temu gobov oblak se lahko pojavi pri različnih kemijskih eksplozijah, in je možna eksplozija pri katerih se tak tip oblaka sploh ne pojavi.
Jedrska eksplozija povzroči sevanje in radioaktivne smeti.

## Zgodovina
Leta 1963 so Združene države Amerike, Sovjetska zveza, in Zduženo kraljevstvo podpisali t. i. pogodbo "Limited Test Ban Treaty", katera prepoveduje vsa detonacijska testiranja jedrskih orožij v atmosferi, pod vodo ali v vesolju z izjemo podzemnih testiranj. Mnogo drugih ne-jedrskih narodov se je kasneje pridružilo pogodbi po njeni veljavnosti. Vendar pa so tri države, ki niso pristopile k pogodbi, to so: Francija, Kitajska in Severna Koreja.
V zgodovini vojskovanja, so bile odvrženi dve jedrski bombi, obe so odvrgle Združene države Amerike v drugi svetovni vojni. Prvi dogodek se je zgodil na jutro 6 Avgusta 1945, ko so Združene države Amerike odvrgle napravo ki deluje na podlagi reakcije urana t. i. "Little Boy" na Japonsko mesto Hiroshimo. Drugi dogodek se je zgodil tri dni kasneje, ko so ponovno Združene države Amerike detonirale bombo na podlagi reakcije implozije plutonija t. i. "Fat Man" na mesto Nagasaki. Tovrstno bombardiranje se je pokazalo v takojšnji smrti približno 120,000 ljudi in s časom še več zaradi jedrskega sevanja.
Od eksplozije Trinity je človeštvo detoniralo približno 1700 jedrskih eksplozij, vse razen osmih v poskusne namene. Od slednjih sta bile dve uporabljeni v vojskovanju, šest pa je bilo uporabljenih v mirnodobne namene. Jedrska testiranja so poskusi izvedeni za določiti učinkovitost, donosnost in eksplozivno sposobnost jedrskega orožja. Skozi dvajseto stoletje, je večina držav razvila jedrsko orožje in opravila oz. demonstrirala teste. S testiranjem jedrskega orožja lahko pridobimo informacije o delovanju orožja kot tudi obnašanje orožja pod različnimi pogoji in kako okolica reagira na jedrsko eksplozijo. Poleg tega so jedrska testiranja bila pogosto uporabljena kot pokazatelj ali indikator znanstvene in vojaške moči, in mnogi testi so bili politično motivirani. Večina držav javno napove njihovo jedrsko moč skozi jedrsko testiranje.

## Posledice jedrske eksplozije
Prevladujoči učinki jedrskega orožja (udar in toplotno sevanje) so enaki kot škoda, ki jo povzročijo konvekcionalni eksplozivi vendar nivo energije, ki se sprošča pri jedrski eksploziji je miljonkrat večji na gram in temperature, ki jih dosega takšna eksplozije doseže nekaj deset megakelvinov. Jedrska orožja se precej razlikujejo od navadnih orožij zaradi ogromne količine eksplozivne energije, ki jo lahko proizvedejo in različne učinke, ki jih spremljajo, kot so visoke temperature in jedrsko sevanje.
Uničujoč vpliv eksplozije se ne zaključi po prvem inicialnem udarcu kot pri konvenkcionalnih eksplozivih. Oblak z radioaktivnim sevanjem in radioaktivnimi smetmi potuje iz epicentra eksplozije, zaradi česar vpliva na življenjske oblike, tudi po tem, ko so vročinski vali prenehali. Sevanje lahko povzroči genske mutacije, zastrupitev z obsevanjem in nenazadnje tudi smrt.